# Miguel Chevalier
Pour les articles homonymes, voir Chevalier.
Miguel Chevalier (né le 22 avril 1959 au Mexique) est un artiste français de l'art numérique et virtuel. Depuis 1978, Miguel Chevalier utilise l’informatique comme moyen d’expression dans le champ des arts plastiques,. Il s’est imposé internationalement comme l’un des pionniers de l’art virtuel et du numérique,.
Son travail, expérimental et pluridisciplinaire, aborde la question de l’immatérialité dans l’art, ainsi que les logiques induites par l’ordinateur, telles que l’hybridation, la générativité, l’interactivité, la mise en réseau. Il développe différentes thématiques, telles que la relation entre nature et artifice, l’observation des flux et des réseaux qui organisent nos sociétés contemporaines, l'imaginaire de l'architecture et des villes virtuelles, la transposition de motifs issus de l'art islamique dans le monde numérique. Les images qu'il nous livre interrogent perpétuellement notre relation au monde.
Ses œuvres se présentent le plus souvent sous forme d'installations numériques projetées à grande échelle. Il réalise des œuvres in-situ qui revisitent par l'art numérique, l'histoire et l'architecture des lieux, en donne une nouvelle lecture. Il réalise également des sculptures grâce aux techniques d'impression 3D ou de découpe laser, qui matérialisent ses univers virtuels.
Miguel Chevalier réalise de nombreuses expositions dans des musées, centres d’art et galeries dans le monde entier. Il réalise également des projets dans l’espace public et architectural.

## Biographie

### Enfance et jeunesse
Miguel Chevalier passe son enfance au Mexique où son père est un chercheur universitaire étudiant l'histoire de l'Amérique latine. L'environnement culturel et artistique dans lequel il grandit favorise l'émergence d'un intérêt précoce pour l'art chez le jeune homme. Parmi les visiteurs réguliers de la maison familiale figuraient en effet les artistes muralistes David Alfaro Siqueiros, Rufino Tamayo ou Diego Rivera, le réalisateur Luis Buñuel et l'architecte Luis Barragán, dont l'usage violent de la couleur influencera considérablement l'artiste. L'influence des artistes mexicains est perceptible par la suite dans la dimension monumentale des œuvres de l’artiste, ainsi qu'à l'attention qu’il accorde à l’intégration de son art dans l’espace public.
Durant son adolescence, il suit ses parents à Madrid, où son père reprend la direction de la Casa de Velázquez. Il découvre et se passionne alors pour les trésors de l'architecture churrigueresque, ainsi que la peinture de la vieille Europe dans les musées. Au musée du Prado, Miguel Chevalier a l'occasion de découvrir l'œuvre de Goya, qui a été pour lui un choc émotionnel. La technique de reproduction de l’œuvre au service d'une série comme Les Désastres de la guerre l’ont profondément interrogé, au même titre que l'œuvre sérigraphiée d'Andy Warhol. En 1974, il découvre également le travail de l'artiste vénézuélien Carlos Cruz-Diez qui l’ouvre sur la découverte de l'art cinétique.
Il s'installe ensuite à Paris, dont la richesse culturelle et les nombreuses expositions (dont celle sur Marcel Duchamp en 1977 et les fameuses Paris-New York, Paris-Moscou et Paris-Berlin au Centre Georges-Pompidou) le frappent comme une révélation.

### Formation
Miguel Chevalier intègre l'École nationale supérieure des beaux-arts de Paris en 1978 où il apprend les bases du dessin et de la sculpture. C'est ici qu'en 1981 qu'il y obtient son diplôme. Deux ans après, il obtient le diplôme de l'École nationale supérieure des arts décoratifs, une licence en art et archéologie à l'Université de Paris La Sorbonne ainsi qu’en art plastique à l'Université de Paris Saint-Charles.
L'achèvement de sa formation comprend également quelques séjours à l'étranger, parmi lesquels un séjour au Pratt Institute et à la School of Visual Arts de New York, grâce à la Bourse Lavoisier du ministère des Affaires étrangères en 1984. Aux États-Unis, l'artiste français peut enfin accéder aux premiers logiciels de dessin assisté par ordinateur et prend conscience de la révolution informatique imminente dans l'approche artistique à la peinture, la photographie et la vidéo. De même, ses séjours à la Villa Kujoyama de Kyoto, Japon, de 1993 à 1994, s'avèrent fondamentaux en contribuant à intensifier sa relation privilégiée avec la nature, déjà vécue comme omniprésente et luxuriante en Amérique latine, perçue dans les jardins zen de Kyoto comme un royaume d'artifice où tout est contrôlé en détail.

### Carrière
Si la fin des années 1970 marquent un retour à la peinture avec la figuration libre et le graffiti, Miguel Chevalier cherche à générer un propos pictural nouveau dans le champ de la peinture. Avec la présence accrue de l’informatique dans les médias et le début de l'avènement de la société de l’information au début des années 1980, Miguel Chevalier investit alors le champ de l’art digital grâce aux ordinateurs qui lui permettant de modifier, d’animer et d’expérimenter avec les images à l’infini,. Toutefois, l'accès à l'outil informatique reste difficile.
Sa rencontre avec Serge Equilbey, ingénieur au centre d’optique du CNRS, lui donne accès aux ordinateurs Numelec qui analysent les images par des traitements successifs. Des ingénieurs du CNRS l’aide également à écrire des petits morceaux de programme lui permettant de manipuler ces images. Il crée ainsi en 1982-1983, ses premières œuvres numériques avec la série intitulée « Baroque et Classique ».
La fin des années 80 et la naissance de la micro-informatique marque un tournant dans la pratique de Miguel Chevalier en lui permettant d’acquérir un ordinateur personnel ainsi qu’une imprimante couleur. Ces avancées technologiques lui accordent alors une liberté de création nouvelle et une ouverture du champ des possibles.
Avec l’apparition des premières cartes graphiques à prix modéré, capables de calculer des milliers de polygones, dans les années 90 et les années 2000, l’artiste peut alors créer ses premières œuvres génératives avec ses jardins virtuels intitulés « Sur-Natures ». La rapide évolution dans la domaine des nouvelles technologies à partir de 2005, notamment avec le développement d’ordinateurs PC de plus en plus puissants et accessibles mais aussi l’apparition de programmes et moteurs 3D en open source comme Pure Data ou Unity, amènent Miguel Chevalier à créer avec des informaticiens des logiciels génératifs et interactifs de réalité virtuelle comme « Fractal Flowers », « Pixels liquides », « Seconde nature » et « Terra incognita ». L’arrivée des imprimantes 3D lui permet également d’explorer la matérialisation du virtuel avec des œuvres telles que « Lilus Arythmeticus dit d’Euclide ».
Avec l’élaboration d’œuvres numériques de plus en plus complexes, Miguel Chevalier s’entoure d’une équipe de spécialistes dans un atelier qu’il nomme La Fabrika, en référence à la factory d’Andy Warhol. Ce laboratoire de travail et de recherche lui permet alors, avec des informaticiens, des développeurs et d’autres collaborateurs, d’expérimenter ses œuvres à grande échelle,,.
Miguel Chevalier œuvre à faire reconnaître le champ de l’art numérique dans le monde en participant étroitement à des expositions de grande ampleur comme Artistes & Robots au Grand Palais en 2018 (commissaires : Laurence Bertrand Dorléac et Jérôme Neutres) ou Immaterial / Re-material: A Brief History of Computing Art à l’UCCA en 2020 à Pékin (commissaire : Jérôme Neutres). Il a également eu successivement la charge de nombreux enseignements, notamment pour la Ville de Paris (ADAC), à l’Universidad de las Andes de Bogota, à l’Universidad de Mexico et au Centro Nacional de las Artes de Mexico. Il est intervenu à l’École Supérieure d’Art et de Design de Reims, à l’École des Beaux-Arts de Rennes, à l’École des Beaux-Arts de Metz et à Sciences Po Paris.

## Travail artistique
Le travail de Miguel Chevalier poursuit un constant dialogue avec l’histoire de l’art, dans une continuité et une métamorphose de vocabulaire, pour explorer et expérimenter un nouveau langage pictural,.

### Flux et Réseaux

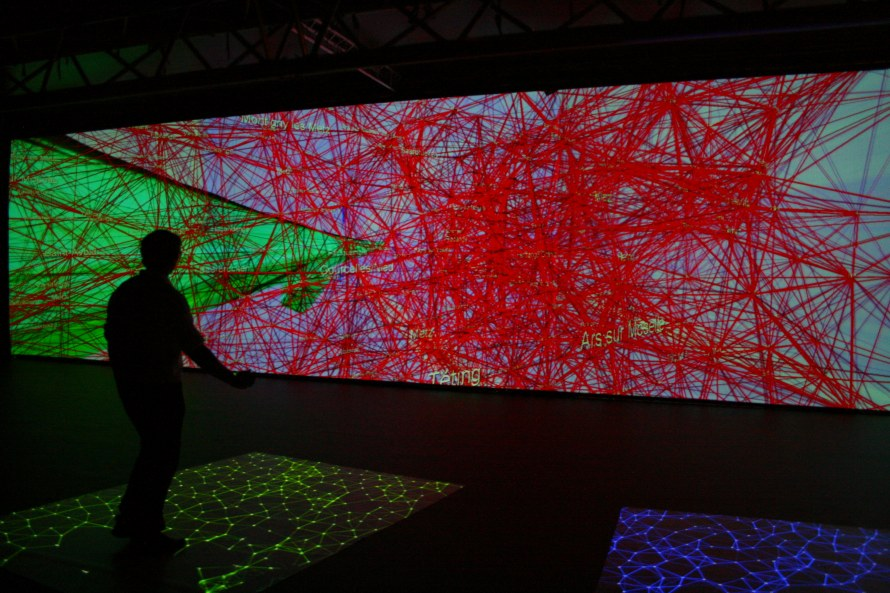
Crossborders, Miguel Chevalier, 2007. Œuvre de réalité virtuelle générative et interactive. Logiciel: AAAseed par Emmanuel Mâa Berriet.

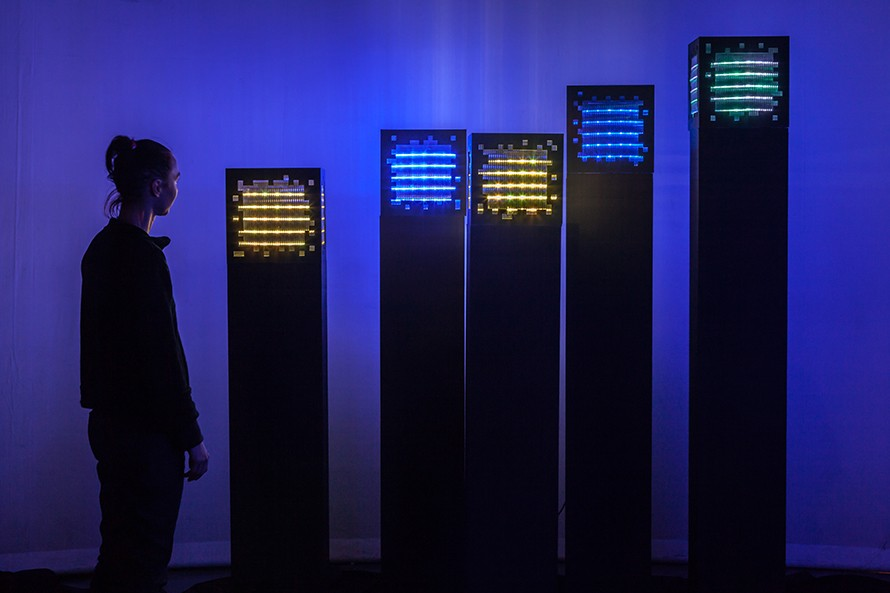
Mini Voxels Light, Miguel Chevalier, 2015. 3 œuvres de réalité virtuelle générative, 3 x (30 x 30 x 32cm). Editions Mike-Art-Kunst.

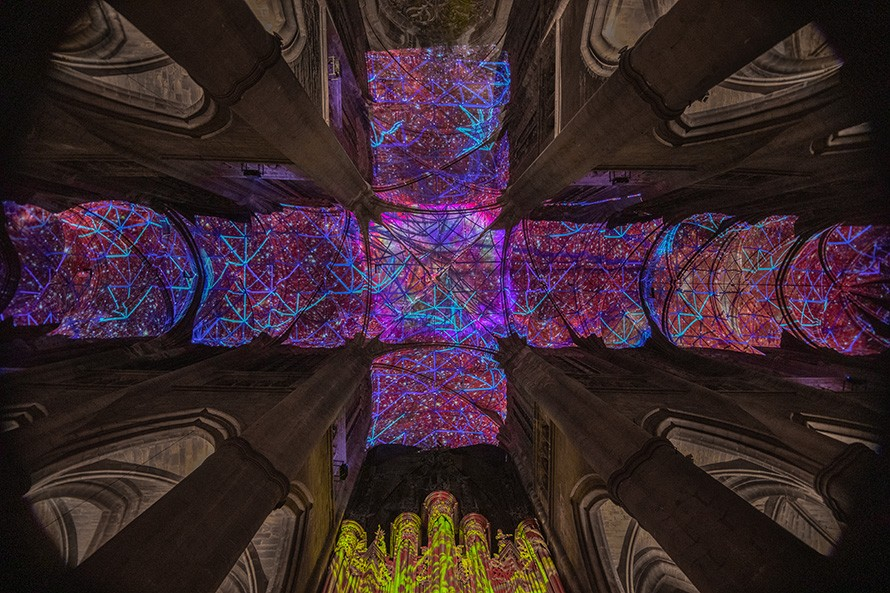
Digital Supernova, Miguel Chevalier, 2019. Œuvre de réalité virtuelle générative. Logiciel: Cyrille Henry / Antoine Villeret.

Les représentations du monde ne se résumant plus à faire état des territoires, mais s’instruisant plutôt des flux qui animent les continents et exprimant ainsi de quelles manières les technologies récentes influent dans la constitution des nouvelles images du globe, Miguel Chevalier s’est intéressé très tôt au thème du réseau. L’ensemble des flux et des réseaux qui nous entourent (flux de données, flux d'information, réseaux électrique, réseaux ferroviaires, réseau familial, réseau de relations, etc.) se superposent et s’entrelacent. À travers ses œuvres, Miguel Chevalier étudie leur création, cherche à les rendre visibles, à les matérialiser et à créer du lien entre ces éléments.
Aux notions classiques de près et de loin, de lent et de rapide pour le calcul des étendues et des distances, Miguel Chevalier substitue celles de connexions, d’entrelacements continus ou discontinus et de relations entre les espaces pour des installations cartographiques, telles que Crossborders, qui s’instituent dorénavant sur les liaisons invisibles, les informations et les échanges qui parcourent notre monde.
Miguel Chevalier associe à ses univers virtuels filaires de grands réseaux qui se forment et se déforment, créant des univers diversifiés sans cesse renouvelés, comme dans Digital Supernova. Les éléments s'attirent, se repoussent, créant un rythme de dilatation et de contraction semblable à la respiration et se mariant à l'architecture dans laquelle ils prennent place.
Les visiteurs sont invités à déambuler dans la cathédrale, s'assoir sur les chaises et lever les yeux vers les cieux. Ces constellations digitales de pixels immergent les visiteurs dans une atmosphère baignée de lumière et ouvrent sur l’infini.
L’œuvre de Miguel Chevalier est également marquée par le thème du pixel, en lien avec l'art cinétique des années 70, précurseur du monde numérique. En agrandissement le pixel, comme avec Mini Voxels Light, l’artiste compose une image abstraite et plonge le regardeur dans cet univers infini de lumières et de formes.
Œuvres : Crossborders, Mini Voxels Light, Digital Supernova

### Arabesques Numériques

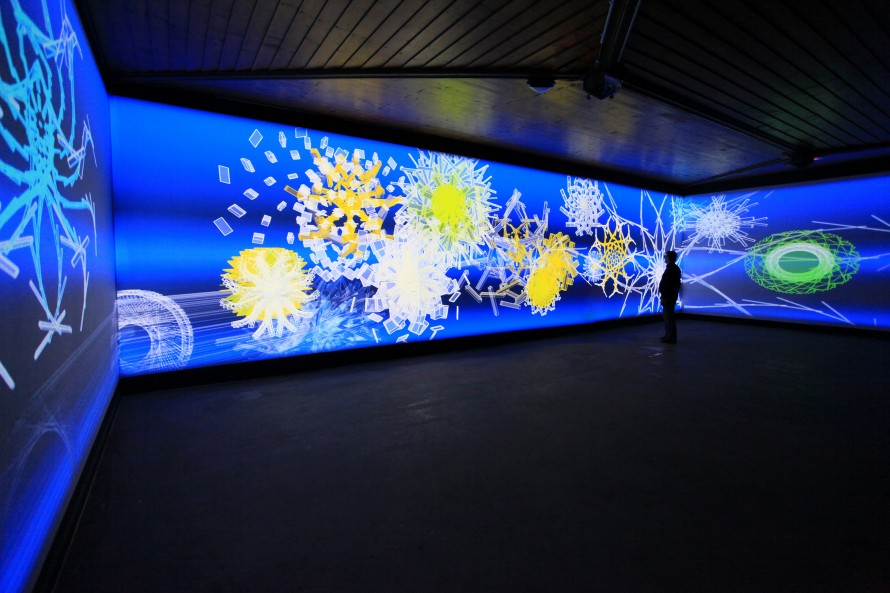
Pixels Snow, Miguel Chevalier, 2010. Œuvre de réalité virtuelle générative et interactive. Logiciel: Cyrille Henry.

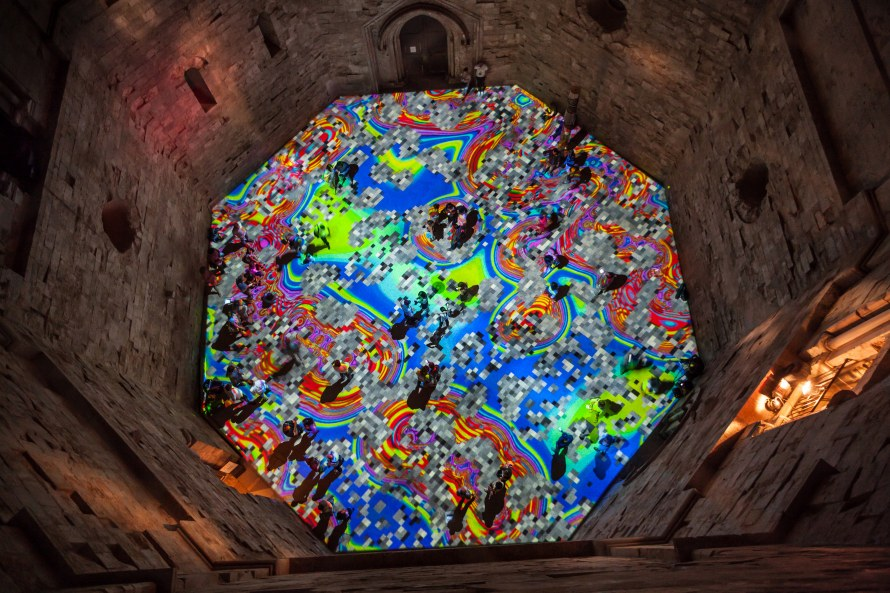
Magic Carpets, Miguel Chevalier, 2014. Œuvre de réalité virtuelle générative et interactive. Logiciel: Cyrille Henry / Antoine Villeret.

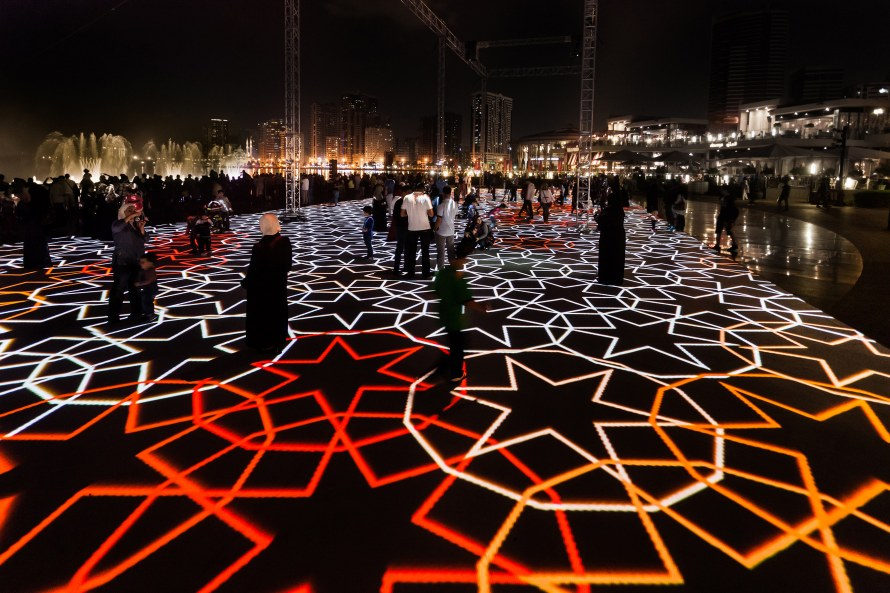
Digital Arabesques, Miguel Chevalier, 2014. Œuvre de réalité virtuelle générative et interactive. Logiciel: Cyrille Henry / Antoine Villeret.

Inspiré des contes des mille et une nuits, Miguel Chevalier a élaboré un langage virtuel formant un monde de couleurs et de figures, qui transformerait, comme à travers un kaléidoscope, l’univers en constellations.
À partir de l’art islamique, art mathématique basé sur la géométrie, ainsi que la mosaïque, art décoratif où des fragments de pierre colorées, d'émail, ou encore de céramique mis côte à côte forme des motifs ou des figures, l’artiste transforme les fragments en pixels pour créer des figures générées par ordinateur. Cette géométrie numérique qui se compose tantôt de cristaux, comme dans Pixels Snow, tantôt d’arabesques, comme dans Digital Arabesques, forme un monde de couleurs et de formes en mouvement, tel un univers en création.
Dans nombreuses de ses œuvres telles que Magic Carpets, Miguel Chevalier intègre l’interactivité en utilisant exclusivement des capteurs qui engagent le corps physiquement et sa mobilité dans l’espace. Le spectateur est incité à se déplacer, à se mouvoir pour que l’œuvre agisse selon ses mouvements. Le rapport à l’image se construit donc dans le registre du déplacement pour en explorer toutes les potentialités et en saisir la signification. D’un geste, le visiteur provoque un changement dans l’œuvre, il suscite ou modifie une couleur, même s’il ne peut prévoir et contrôler toute la réaction dont il est responsable.
Œuvre de réalité virtuelle, sculptures par impression 3D ou découpe laser, dessin au robot ou encore papiers découpés au laser, via l'outil et les techniques numériques, Miguel Chevalier démultiplie ces formes cristallines extraordinaires à structure fractale.
Œuvres : Pixels Snow, Magic Carpets, Digital Arabesques

### Nature et Artifice

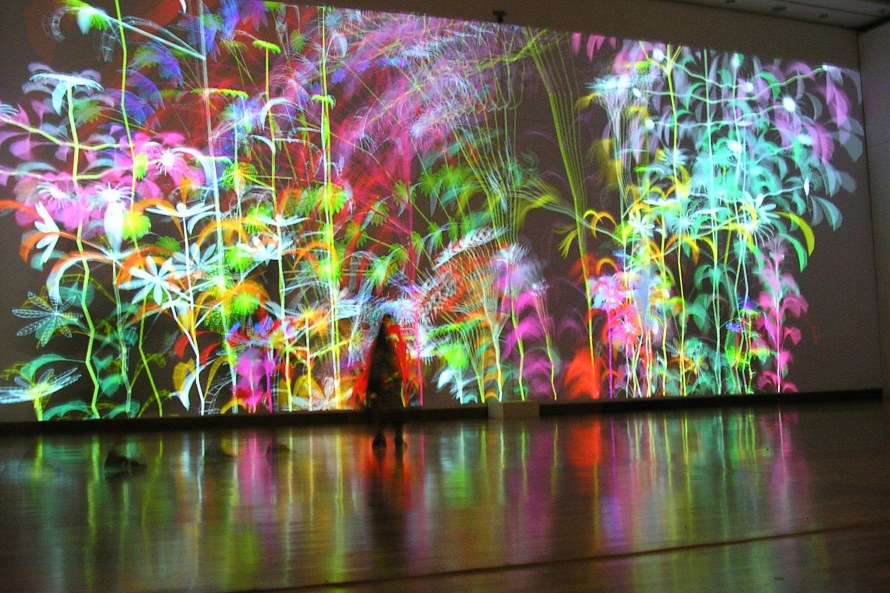
Ultra-Nature, Miguel Chevalier, 2005. Œuvre de réalité virtuelle générative et interactive. Logiciel: Music2eye.

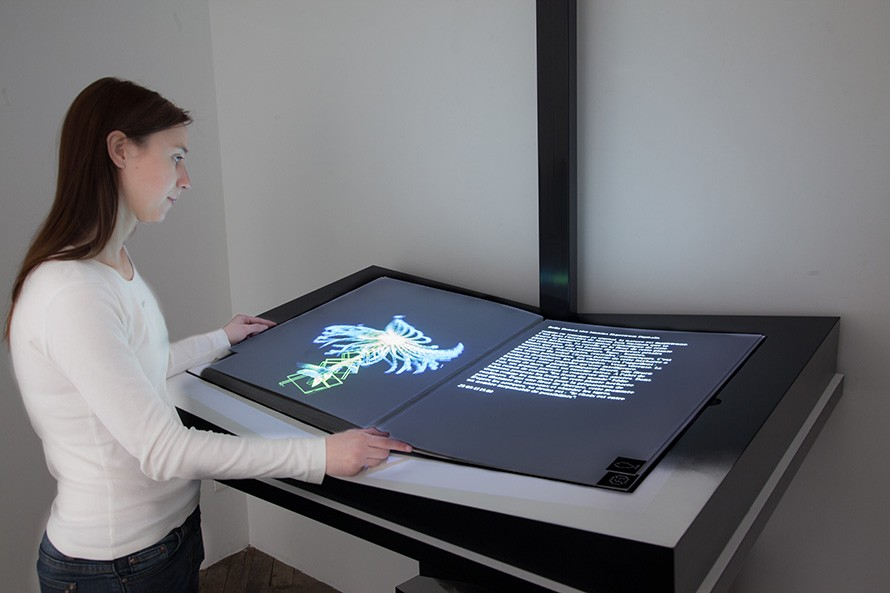
Herbarius '2059', Miguel Chevalier, 2009. Œuvre de réalité virtuelle générative et interactive. Logiciel: Cyrille Henry / Antoine Villeret. Textes: Jean-Pierre Balpe.

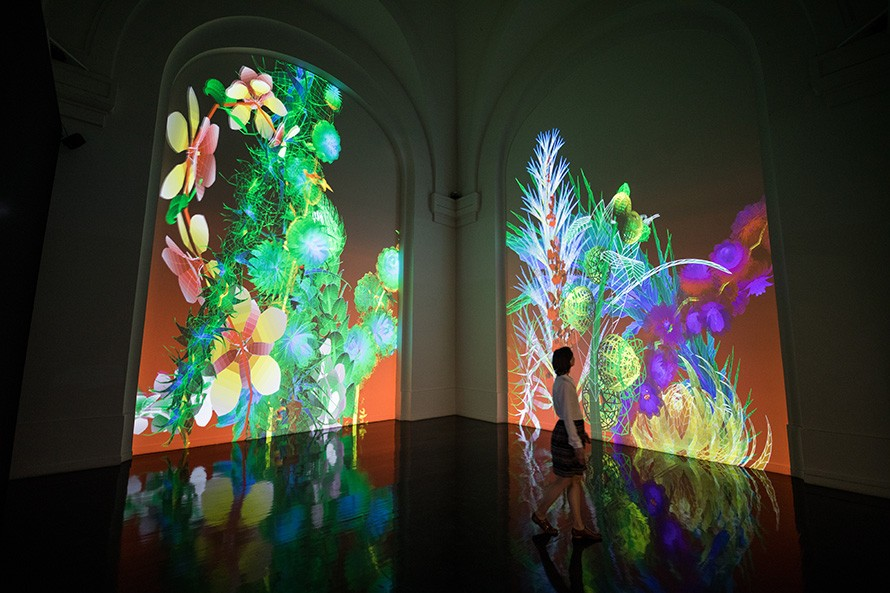
Extra-Natural, Miguel Chevalier, 2018. Œuvre de réalité virtuelle générative et interactive. Logiciel : Cyrille Henry / Antoine Villeret.

Les créations, telles que Ultra-Nature, ont comme point de départ l’observation du monde végétal et sa transposition dans l’univers numérique. Miguel Chevalier, d’abord inspiré par son enfance passée au Mexique et de ses voyages en Amérique Latine où la nature est omniprésente et luxuriante, mais aussi par les jardins japonais, crée des jardins virtuels qui explorent sur un mode poétique et métaphorique la question du lien entre nature et artifice qui aujourd’hui coexistent et s’enrichissent mutuellement.
Dans des œuvres comme Herbarius ‘2059’, les processus de vie de chacune de ces créations sont inspirés sur des modèles développés par l’INRA (Institut national de la recherche agronomique). Les jardins virtuels de Miguel Chevalier utilisent des algorithmes empruntés à la biologie, qui me permettent de créer des univers de vie artificielle, des effets de croissance, de prolifération et de disparition. Les œuvres telles que Extra-Natural présentent également une composante interactive grâce à des capteurs de présence. Chacune des fleurs réagit au passage des visiteurs selon son orientation: les plantes se courbent de droite à gauche, les corolles des fleurs tombent, les feuilles chutent et les fleurs disparaissent dans une explosion d’étamines. La légèreté de leur danse semble résumer l’évanescence de la beauté et de la vie.
Ces paradis artificiels reflètent, réfléchissent, thématisent de manière poétique notre monde actuel où la nature est de plus en plus maitrisé et conditionnée, où réel et virtuel, nature et artifices s’interpénètrent de plus en plus. Ces œuvres questionnent le statut de l’œuvre d’art à l’ère du numérique et les enjeux de la manipulation génétique.
Œuvres : Ultra-Nature, Herbarius '2059', Extra-Natural

### Meta-territoires

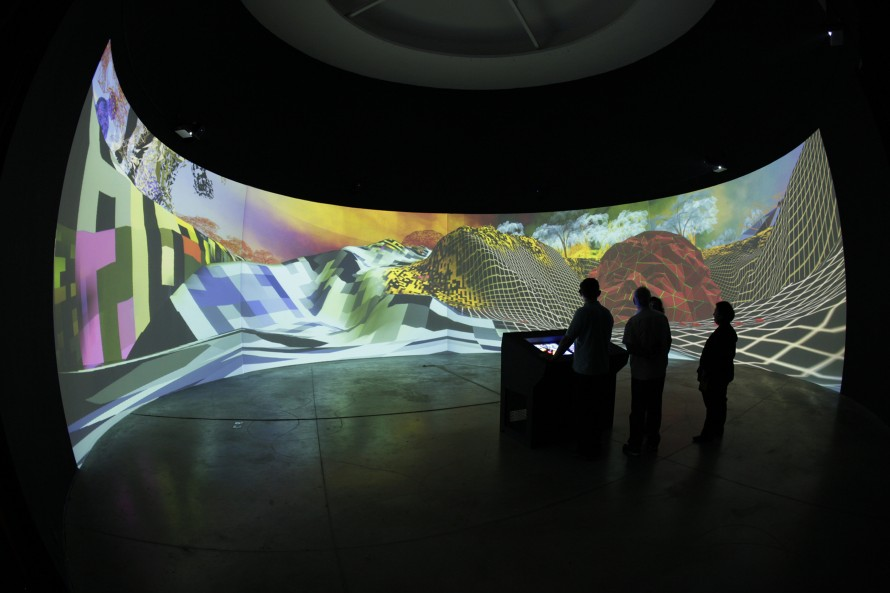
Terra Incognita, Miguel Chevalier, 2010. Œuvre de réalité virtuelle générative et interactive. Musique: Jacopo Baboni Schilingi. Logiciel: Claude Micheli. Modélisation 3D : Pascal Maillard.

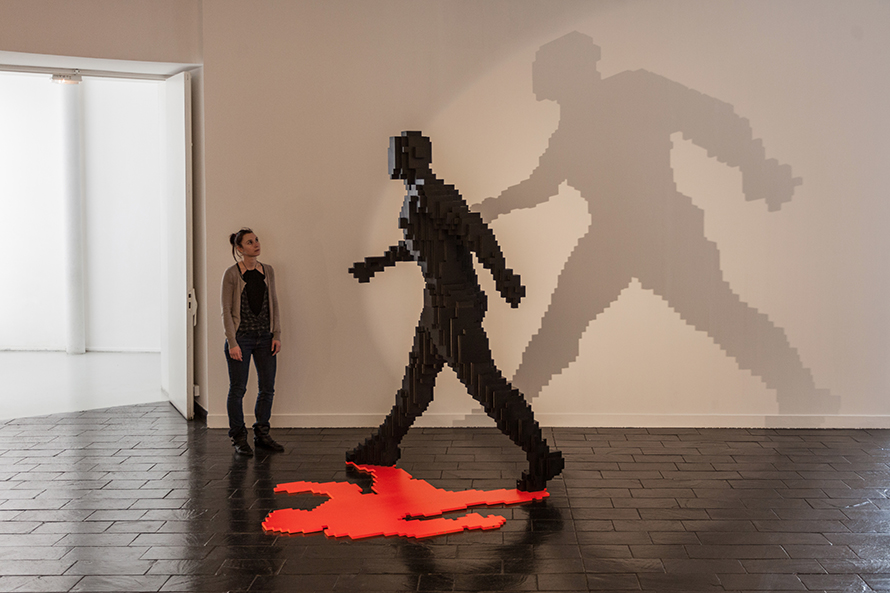
Body Voxels - The Walker, Miguel Chevalier, 2013. Sculpture en bois de 2,20m de haut peinte en noir et orange, base en acier.

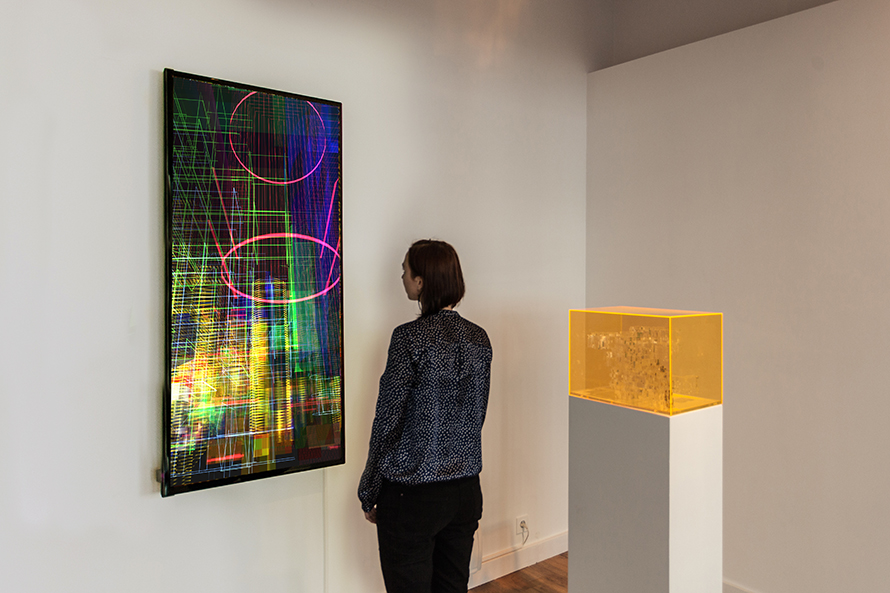
Light Meta-Cité, Miguel Chevalier, 2016. Œuvre de réalité virtuelle générative. Logiciel: Claude Micheli.

Miguel Chevalier a nourri à travers ses nombreux voyages dans le monde, une réflexion sur la ville et l'urbanité qui prend forme à travers différents médiums (installation numérique, vidéo, impressions numériques, sculptures…). Par le biais du numérique, comme dans Terra Incognita, l'artiste traduit depuis le début des années 90, les formes nouvelles de la vie contemporaine et des villes aujourd'hui : croissance, renouvellement incessant, vitesse, transformation.  
Miguel Chevalier s’interroge dès lors sur la manière de s’approprier et retranscrire la ville confrontée à cette multiplication de réseaux. Les outils informatiques permettent à l'artiste d'explorer ces cités digitales nouvelles dans leur devenir-monde. Il compose à travers ses œuvres fixes ou en mouvement, des villes entre réel et simulation, s'inscrivant dans un espace-temps transformable. Il crée une image autre de la cité, comme avec Light Meta-Cité.
L’artiste aborde également le corps tel que la science le révèle par l'imagerie médicale (scanners, IRM, échographie, thermographie). Inspiré de ces nouvelles technologies qui donnent une vision inédite du corps humain, l'homme devient dans des œuvres telles que Body Voxels, transparent, filaire et revisite les classiques de la sculpture dans une esthétique liée au numérique (pixellisation, maillage, voxellisation).
Par ces différentes créations, Miguel Chevalier alerte sur un avenir qu’il redoute : la disparition de la nature détruite par l’envahissement chaotique urbain qui la dévore.
Œuvre : Terra Incognita, Body Voxels, Light Meta-Cité

## Expositions de groupe (Sélection)
- 2017 Artists & Robots, Contemporary Art Center, Astana (KAZ)[19]
- 2018 Artistes & Robots, Grand Palais, Paris (FRA)[20]
- 2019 Illusion Natur, Digitale Welten, Musée Sinclair-Haus, Bad Homburg v. d. Höhe (GER)[21]
- 2019 Shadows, Galerie italienne, Paris (FRA)[22]
- 2020 Immaterial/Re-material: A Brief History of Computing Art, UCCA - Ullens Center for Contemporary Art, Pékin, (CHINE)[23],[24]

## Expositions solo (Sélection)
- 2025 : Pixels, Grand Palais immersif, Paris (FRA)
- 2025 : Digital Floralia, musée des Beaux-Arts d'Angers (FRA)
- 2024 : Flux marins & Digital Abysses, château d'If, Marseille (FRA)
- 2024 : Paradis Artificiels, Institut français du Cameroun, Douala (CAM)
- 2023 : Meta-nature AI, Séoul Light, DDP-Dongdaemun Design Plaza (KOR)

## Commandes publiques
- 2024 Digital ParadICE IA, patinoire Edith Ballester, Rouen (FRA)
- 2017 Pixels Wave Light, Forum des Halles, Paris (FRA)
- 2015 Les Métamorphoses, Les Fauvettes Cinéma, Paris (FRA), Architecte: Françoise Raynaud/Loci Anima
- 2012 Pixels Crossing, Forum des Halles, Paris (FRA)
- 2011 Pixels Op'Art, façade d'un édifice, Colmar (FRA)
- 2010 Seconde Nature, place d'Arvieux, Marseille (FRA), avec Charles Bové
- 2008 Fractal Flowers, Bank of Cheonggyecheon River, Séoul (KOR)
- 2007 Pixels Crossing, Hôpital Trousseau, Paris (FRA), Architectes: Agence Grimaud & Israël
- 2006 Mosaïque Unicef, Hall of the Head Office of the the UNICEF, NYC (USA)
- 2000 Living Networks, Palais de Congrès, Paris (FRA), Architecte: Christian de Portzamparc

## Œuvres de Miguel Chevalier dans les collections des musées
- Musée d'Art moderne de la ville de Paris, Paris (FRA)
- Bibliothèque nationale, Paris (FRA)
- Musée de la Chasse et de la Nature, Paris (FRA)
- Mobilier National, Paris (FRA)
- Institut Pasteur, Paris (FRA)
- Fonds national d'art contemporain, Puteaux ( FRA )
- Musée d’art et d’histoire, Belfort (FRA)
- MAC/VAL, musée d'art contemporain du Val-de-Marne, Vitry-sur-Seine (FRA)
- Museo internacional de electrografia, Cuenca (ESP)
- Museo de arte Alvar y Carmen T. de Carrillo Gil, Mexico (MEX)
- Museo de artes visuales Alejandro Otero, Caracas (VEN)
- Museo de bellas artes, Maracaibo (VEN)
- Royal Caribbean Cruce line, Miami (US)
- Centre Culturel Itau, Sao Paulo (BRA)
- Musée de la poste, Paris (FRA)
- Digital Art International (FRA)
- Fondation Clément, Martinique (MTQ)

## Distinctions
- Chevalier de l'ordre des Arts et des Lettres (2022)